# 多沃莱斯瓦拉姆
多沃莱斯瓦拉姆（Dowleswaram），是印度安得拉邦East Godavari县的一个城镇。总人口37222（2001年）。

## 人口
该地2001年总人口37222人，其中男性18449人，女性18773人；0—6岁人口4874人，其中男2467人，女2407人；识字率66.00%，其中男性为69.35%，女性为62.71%。